# Alberto Rodríguez Librero
Alberto Rodríguez Librero (Sevilla, 11 de maig de 1971) és un director de cinema espanyol.

## Biografia
Alberto Rodríguez va estudiar imatge i so a la Facultat de Ciències de la Informació de la Universitat de Sevilla. La seva carrera cinematogràfica es va iniciar a nivell aficionat, el 1997, amb el curt Banco que va rodar en video al costat de Santiago Amodeo, amb tan sols un pressupost de 30.000 pessetes. La pel·lícula va obtenir 15 premis i l'èxit els va permetre rodar el1999 una nova versió en cinemascope amb quatre milions de pressupost.

## Trajectòria
El 2000 va realitzar el seu primer llargmetratge, El factor Pilgrim, una producció de caràcter amateur per la qual va rebre una Menció Especial del Jurat de Nous Realitzadors del Festival de Sant Sebastià de l'any 2000.
El 2005, la seva pel·lícula, 7 vírgenes, el va consolidar com un dels directors joves més interessants del panorama cinematogràfic espanyol. En 2012, es va estrenar Grupo 7, amb la qual va optar a 16 premis Goya, obtenint dos guardons.
Ha treballat també en televisió, sent el director de quatre episodis de la sèrie històrica Hispània, la leyenda.
El 2013 va ser guardonat amb la Medalla de Andalucía. Aquest mateix any, roda La isla mínima, pel·lícula de gènere policíac ambientada en les Marismas del Guadalquivir, estrenada a finals de setembre de 2014. El 2015 se li va atorgar el títol de Fill Predilecte d'Andalusia.

## Filmografia

### Pel·lícules
- El factor Pilgrim
- El traje (2002)
- 7 vírgenes (2005)
- After (2009)
- Grupo 7 (2012)
- La isla mínima (2014)
- El hombre de las mil caras (2016)
- Modelo 77 (2022)

### Curtmetratge
- Bancos (1999)

## Premis i nominacions

### Premis Goya
| Any  | Categoria            | Pel·lícula     | Resultat  |
| ---- | -------------------- | -------------- | --------- |
| 2005 | Millor director      | 7 vírgenes     | Nominat   |
| 2005 | Millor guió original | 7 vírgenes     | Nominat   |
| 2009 | Millor guió original | After          | Nominat   |
| 2012 | Millor director      | Grupo 7        | Nominat   |
| 2012 | Millor guió original | Grupo 7        | Nominat   |
| 2014 | Millor director      | La isla mínima | Guanyador |
| 2014 | Millor guió original | La isla mínima | Guanyador |